# Marc Dugain
Marc Dugain, nacido el 3 de mayo de 1957 en Dakar, Senegal, es un novelista y director francés .
Desde 1999, ha ido construyendo una obra literaria que resalta personajes de la Historia, tales y como los "rostros destrozados" de la Primera Guerra Mundial, Emmanuel Macron, John Edgar Hoover, los Kennedy, Iósif Stalin y Vladímir Putin. En su obra destaca también la cuestión medioambiental así como la locura consumista y la dictadura de la tecnología digital.

## Biografía

### Juventud y familia
Marc Dugain nació el 3 de mayo de 1957 en Senegal (entonces parte del África Occidental Francesa), donde su padre era trabajador de desarrollo.
En 1964, sus padres regresaron a Francia, a Grenoble. Durante su infancia, acompañó a su abuelo materno (Eugène Fournier), que entonces trabajaba en la casa de las "caras rotas" de Moussy-le-Vieux . Alli, en un castillo, se daba refugio a soldados de la Primera Guerra Mundial que habían sufrido mutilaciones faciales. Esta fue la inspiración para su primera novela, El pabellón de los oficiales, en 1998.
Su padre, físico nuclear, era aficionado a Bach y Mozart, y su madre se graduó en la HEC. Cuando era adolescente, Marc soñaba con ser director de orquesta.

### Capacitación
Completó sus estudios secundarios en el instituto Champollion en Grenoble.
Posteriormente obtuvo un diploma del Instituto de Estudios Políticos de Grenoble y otro de auditor.

### Privacidad
Se casó en 1980 y es padre de cuatro hijos.

## Carrera

### Carrera profesional
Trabajó en finanzas en la red de Cajas de Ahorros y creó Ingenor Finance, una empresa de ingeniería financiera especializada en la financiación de medios de transporte. También es profesor e imparte cursos de finanzas en EM Lyon Business School.
Luego se convirtió en empresario en la industria aeronáutica y, en 2000, dirigió la aerolínea Proteus Airlines, que se fusionó en 2001 con Flandre Air y Regional Airlines para crear Régional, una filial de Air France-KLM.

### Carrera literaria
En 1992, Marc Dugain inició una carrera literaria, relatando el destino de su abuelo materno, un rostro roto de la Primera Guerra Mundial, en la novela La Chambre des officiers, que lo hizo famoso. A partir de entonces se dedicó por completo a la escritura, abordando temas muy diversos. Anteriormente, nunca había escrito, salvo numerosas cartas a su amiga de la infancia, Fred Vargas.

#### Descripción de su obra
El pabellon de los oficiales (1998) es una novela sobre soldados desfigurados durante la Primera Guerra Mundial ("caras rotas"). El joven teniente Adrien, en manos de los cirujanos y con los cuidados de su enfermera, comienza a aceptarse a sí mismo y emprende su regreso a la vida social. La novela fue un éxito de ventas y ganó unos veinte premios literarios, entre cuales el Prix des Libraires, el Prix des Deux Magots y el Prix Roger-Nimier. Fue adaptada al cine por François Dupeyron en 2001, con Éric Caravaca, André Dussollier y Sabine Azéma en los papeles principales.
Campagne anglaise (2000) explora la soledad y la búsqueda romántica de un hombre de negocios inglés de cuarenta años. También se encuentran estas situaciones de depresión en En bas, les nuages (2008), una colección de relatos donde siete hombres de hoy "tropiezan en sus vidas" entre la soledad y la simulación.
Feliz como Dios en Francia (2002) es una historia clásica de resistencia, contada en primera persona, sin autocomplacencia ni jactancia. El héroe es un joven comunista, llevado naturalmente por su familia hacia el maquis, donde empieza por sobrevivir con dificultad, antes de organizar operaciones más ambiciosas, arriesgándose a ser capturado en cualquier momento. El título es una traducción de una famosa expresión proverbial alemana.
Desde principios de la década de 2000, Marc Dugain llamo la atención de la crítica con novelas más sustanciales, ambientadas en contextos históricos variados, más cercanos a su período de escritura. :la vida de J. Edgar Hoover, director del FBI durante cuarenta y ocho años, en La maldición de Edgar (2005); o la maquinaria soviética y la catástrofe del submarino Kursk bajo el gobierno de Mijaíl Mishustin; Una ejecución ordinaria, de Stalin a Putin (2007), o La avenida de los gigantes que relata el destino del asesino en serie Edmund Kemper.

### Carrera teatral
Marc Dugain presentó su primera dramatización en el Théâtre de l'Atelier de París en 2011 del cuento Una historia banal de Antón Chéjov, que él mismo adaptó para el teatro. Con Jean-Pierre Darroussin de protagonista, y también Alice Carel y Michel Bompoil, demuestra una fidelidad innegable a la obra de Chéjov. Su puesta en escena fue generalmente elogiada por la prensa, a pesar de algunas críticas que la consideraron algo académica. Aquí nuevamente muestra su interés por la asociación de campos artísticos diversos.

## Publicaciones
- La sala de los oficiales, ediciones Jean-Claude Lattès, 1998 – Veinte premios literarios entre los cuales el premio de los Libreros, el premio Deux Magots, el premio Roger-Nimier y el premio René-Fallet 1999
- Campiña inglesa, 2000
- Feliz como Dios en Francia, 2002
- La maldición de Edgar, ediciones Gallimard, 2005
- En colaboración con Thomas Goisque, Sus Massa Drâa, la estrella del sur de Marruecos, ediciones Gallimard, 2005
- Una ejecución ordinaria, Gallimard, 2007, Gran Premio RTL Lire 2007
- Abajo, las nubes (colección de cuentos), ediciones Flammarion, 2008
- El insomnio de las estrellas, Gallimard, 2010 – premio de novela histórica en los Encuentros de Historia de Blois 2011 [8]

- Avenida de los Gigantes, Gallimard, 2012
- Trilogía política The Grip :
  - El agarre, Gallimard, 2014
  - Mandato de cinco años, Gallimard, 2015
  - Parte final, Gallimard, 2016
- El hombre desnudo. La dictadura invisible de la tecnología digital (con Christophe Labbé), ediciones Robert Laffont y Plon, 2016.ISBN 978-2-259-22779-7
- Participación en el trabajo colectivo ¿Qué es la Izquierda? ? , Fayard, 2017
- Van a matar a Robert Kennedy, Gallimard, 2017
- Día interior, Robert Laffont, 2018
- Transparencia, Gallimard, 2019, una novela futurista [9]
- El testamento, Gallimard, 2021. Retrato de su padre.
- Contándole a las ovejas, J. DO. Lattès, 2022
- Paisajes engañosos, Gallimard, 2022, 240 pag.ISBN 9782072891021
- El hombre sin contacto (con Christophe Labbé), Observatory Editions, 2022.ISBN 979-10-329-1838-8 . Secuela de El hombre desnudo .
- Tsunami, ediciones Albin Michel, 2023. Novela de anticipación política.[10]
- La orgía capitalista, Ediciones Allary, 2024. Entrevistas con Adrien Rivierre.ISBN 9782370734808
- El avión, Putin, Estados Unidos... y yo , ediciones Albin Michel, 2024

## Filmografía

### Como director
- 2010 : Una ejecución ordinaria, adaptación de la primera parte de su novela del mismo nombre, con André Dussollier, Marina Hands y Édouard Baer
- 2011 : La bondad de las mujeres, codirigida con Yves Angelo, con André Dussollier (película para televisión)
- 2013 : La maldición de Edgar (película para televisión)
- 2017 : El intercambio de princesas, adaptación de la novela homónima de Chantal Thomas
- 2021 : Eugénie Grandet, adaptación libre de la novela homónima de Honoré de Balzac

### Adaptación de sus obras por terceros
- 2001 : El pabellón de los oficiales de François Dupeyron, con Éric Caravaca, Denis Podalydès, Sabine Azéma y André Dussollier

## Cómic

### Guionista
- La maldición de Edgar, dibujos de Didier Chardez, en tres volúmenes, Casterman, 2007

## Puesta en escena
- 2011 : Una historia banal de Anton Chejov, Théâtre de l'Atelier

## Caso MH370
Acerca del avión desaparecido de Malaysia Airlines, Marc Dugain sugiere que el avión fuera derribado por una misión tierra-aire desde la base militar estadounidense de Diego García tras acercarse demasiado. Aunque no hay pruebas que respalden su teoría, ha recibido amenazas tras sus afirmaciones.